# Pedro Morenés
Pedro Morenés Eulate (Guecho, Vizcaya, 17 de septiembre de 1948) es un empresario y político español, ministro de Defensa del Gobierno de España entre 2011 y 2016 y embajador de España en Estados Unidos de 2017 a 2018.
Ocupó diversos cargos públicos en gobiernos del Partido Popular durante las presidencias de José María Aznar y Mariano Rajoy: secretario de Estado de Defensa (1996-2000), secretario de Estado de Seguridad (2000-2002), secretario de Estado de Política Científica y Tecnológica (2002-2004). A nivel profesional, la mayor parte de su carrera, antes y después de sus ocupaciones políticas, ha transcurrido en diversas empresas ligadas a la industria militar.

## Biografía

### Familia
Segundo de los hijos de José María de Morenés y Carvajal, IV vizconde de Alesón, hijo a su vez de Ramón María de Morenés y García-Alesson, III marqués de Grigny, VIII conde del Asalto grande de España, II conde de la Peña del Moro y V barón de las Cuatro Torres, y de su mujer Ana Sofía Álvarez de Eulate y MacMahón.
Se casó con Ysabel María Goretti de Escauriaza y Barreiro (n. Las Arenas de Guecho, 18 de febrero de 1951), hija de Manuel Escauriaza e Ypiña y de su mujer María Isabel Barreiro y Azcune, con descendencia.

### Formación y carrera profesional
Estudiante de Derecho, en su último año de carrera hubo de ser rescatado en los Picos de Europa al quedar bloqueado junto a unos amigos por la nieve en Collado Jermoso. En 1974 obtuvo la licenciatura  por la Universidad de Navarra. Seguidamente se diplomó en Dirección de Empresas por la Facultad de Ciencias Económicas y Empresariales de la Universidad de Deusto.
Se diplomó en Estudios Europeos y obtuvo un máster en Ship-management and Economics por el Bremen Institute of Shipping Economics.
Entre 1984 y 1988 trabajó en un bufete de abogados. En 1988 pasó a la Empresa Astilleros Españoles S.A.. En 1991 fue director Comercial de la División de Construcción Naval del INI.

### 1996-2004: Participación en política
En 1996, tras la victoria electoral del Partido Popular, en las elecciones generales, el nuevo ministro de Defensa Eduardo Serra Rexach, lo nombró secretario de Estado de Defensa. Permaneció en el cargo toda la Legislatura.
En 2000 es nombrado secretario de Estado de Seguridad en el Ministerio del Interior, y finalmente, entre 2002 y 2004 fue secretario de Estado de Política Científica y Tecnológica en el Ministerio de Ciencia y Tecnología.

### 2004-2011: vuelta al sector privado
Tras las elecciones generales de 2004 volvió a la actividad privada, siendo nombrado en febrero de 2005 Secretario General del Círculo de Empresarios.
En enero de 2009 fue nombrado presidente del Consejo de Administración de Construcciones Navales del Norte y en junio de 2010 director general para España de la empresa paneuropea de misiles MBDA.
Asimismo, desde el 26 de agosto de 2005 y hasta el 30 de marzo de 2009 fue consejero de la entidad Instalaza, S.A., la principal fabricante española de bombas de racimo hasta 2008. Ocupó ese puesto primero personalmente y, desde el 16 de marzo de 2006, como representante del consejero Boguillas, S. L. El cese en el cargo fue inscrito en el Registro Mercantil de Zaragoza en septiembre de 2011.
En abril de 2011 se supo que munición de racimo fabricada por Instalaza, S.A estaba siendo utilizada por el entonces presidente libio Muamar el Gadafi contra las tropas rebeldes en la ciudad de Misrata. Era presidente de SegurIbérica cuando fue nombrado Ministro de Defensa.
En 2008 el Gobierno anunció la destrucción de todas las bombas de racimo en el país. En 2010 España ratificó la Convención de Dublín contra las bombas de racimo, por lo cual son declaradas ilegales. La Convención entró en vigor en agosto de 2010. Tras este hecho, la empresa Instalaza, fabricante española de bombas de racimo y de cuyo Consejo de Administración formaba parte Pedro Morenés, interpuso, en julio de 2009, una reclamación de responsabilidad patrimonial contra el Estado, en reclamación de una indemnización de 40 millones de euros por los daños causados por la moratoria unilateral respecto de las municiones de racimo. 
La reclamación fue desestimada por medio de Orden de 5 de septiembre de 2011 del ministro de la Presidencia. Contra esta resolución, Instalaza interpuso recurso contencioso-administrativo. En Sentencia de 28 de octubre de 2013, la Sección 7.ª de la Sala de lo Contencioso-Administrativo de la Audiencia Nacional (recurso n.º 460/2011) dictó sentencia desestimando la reclamación.
La sentencia recoge también el argumento del Abogado del Estado que apunta a que se ha llevado a cabo una compensación de daño por una vía extraprocesal, al indicar que «desde el Ministerio de Defensa se han seguido impulsando contratos de suministro de municiones convencionales y de desmantelamiento de municiones de racimo con INSTALAZA, que le ha supuesto una facturación no prevista».
Parece así que se habría dado cierto trato de favor a Instalaza en las adquisiciones de armamento por parte del Ministerio de Defensa, de lo que podría ser ejemplo la venta en enero de 2014 del lanzagranadas Alcotán.
El 1 de junio de 2010 Pedro Morenés dejó la Secretaría General del Círculo de Empresarios y fue sustituido por Belén Romana García.

### Ministro de Defensa (2011-2016)
En 2011, tras la victoria del Partido Popular en las elecciones generales, fue nombrado ministro de Defensa de España por Mariano Rajoy. Como ministro, realizó viajes para visitar a las tropas españolas desplegadas en el exterior y defendió el mantenimiento de las bases de Estados Unidos en territorio español, además de firmar numerosos contratos de armamento. En marzo de 2014, el Ministerio de Defensa facilitó información sobre los contratos firmados por el Estado español, unos 140 desde el año 2001, con compañías armamentísticas; del informe se desprendía que desde 2011 se habían adjudicado 32 contratos a empresas en las que Morenés había sido consejero o representante. En el año 2015 salió a la luz el caso de Zaida Cantera, una capitán que denunció por acoso al teniente coronel Lezcano-Mújica, quien fue condenado por ello a dos años y diez meses de cárcel. A raíz de este caso, la oposición al gobierno criticó la gestión del caso por parte de Morenés y denunció una campaña de acoso dentro del ejército contra Cantera por su denuncia.

### Embajador de España en los Estados Unidos (2017-2018)
Nombrado embajador de España en los Estados Unidos de América el 25 de marzo de 2017, presentó sus credenciales ante el presidente de los Estados Unidos, Donald Trump, el 24 de abril. En junio de 2018 mantuvo un agrio desencuentro con Quim Torra, presidente de la Generalidad de Cataluña, en Washington, durante el acto de recepción de un festival folklórico auspiciado por el Instituto Smithsoniano en el que participaba invitada una delegación de la región.
Fue cesado por el consejo de ministros en septiembre de 2018. Santiago Cabanas, exrepresentante de España en Argelia, fue nombrado nuevo embajador en Washington.

## Distinciones y condecoraciones
- Caballero de la Real Maestranza de Caballería de Zaragoza (14 de noviembre de 1966).[28]
- Gran Cruz de la Real Orden de Isabel la Católica (7 de mayo de 2004).[29]
- Gran Cruz de la Orden del Infante Don Enrique (2 de junio de 2015).[30]
- Gran Cruz de la Orden del Mérito Naval con Distintivo Blanco (25 de noviembre de 2016).[31]
- Gran Cruz de la Real Orden de Carlos III (28 de diciembre de 2021).[32]